# Perriniella fresnedai
Perriniella fresnedai es una especie de escarabajo del género Perriniella, familia Leiodidae. Fue descrita por Michel Perreau y Tronquet en 2002.

## Distribución
Se encuentra en Francia.